# In Which We Serve
In Which We Serve is een zwart-witte Britse oorlogs- en propagandafilm uit 1942. Het is een film over de Tweede Wereldoorlog die al tijdens die oorlog gefilmd werd, met de steun van de Britse marine. 
De regie werd gevoerd door Noël Coward en David Lean, met Noël Coward zelf in de hoofdrol. De film was het regiedebuut van David Lean en ook het debuut van Richard Attenborough. De film geldt in het Verenigd Koninkrijk als een klassieker die regelmatig op tv herhaald wordt. Het is een van diverse oorlogsfilms waarin John Mills een (hoofd)rol speelt, een andere klassieke  (in het Verenigd Koninkrijk) oorlogsfilm waarin hij speelde is Dunkirk, waarin ook Richard Attenborough weer meespeelde. 
De film is geïnspireerd op het wedervaren van Lord Mountbatten die zijn  torpedobootjager in de slag om Kreta verloor. De film heeft de vorm van flashbacks na het tot zinken brengen van de Britse torpedobootjager Torrin wanneer het restant van de bemanning in zee ronddobbert.

## Rolverdeling
| Acteur            | Personage           |
| ----------------- | ------------------- |
| Noël Coward       | E.V. Kinross        |
| John Mills        | Shorty Blake        |
| Bernard Miles     | Walter Hardy        |
| Celia Johnson     | Alix Kinross        |
| Kay Walsh         | Freda Lewis         |
| Joyce Carey       | Kath Hardy          |
| Michael Wilding   | Flags               |
| Leslie Dwyer      | Parkinson           |
| James Donald      | Doc                 |
| Kathleen Harrison | Mrs. Blake          |
| Juliet Mills      | Shorty Blake's baby |